# Skonto Arena
Skonto Hall, również Skonto Arena – hala sportowa znajdująca się w Rydze na Łotwie mogąca pomieścić 6500 kibiców. Jest bezpośrednio połączona ze Stadionem Skonto. W Skonto znajdują się sale konferencyjne, siłownia i arena z boiskiem do piłki nożnej, na którym odbywają się również liczne wystawy i koncerty. Wielofunkcyjna hala została pierwotnie zbudowana w 1996 roku i może pomieścić 2000 siedzących lub 8000 stojących widzów.

## Wydarzenia
W 2003 roku obiekt gościł Konkurs Piosenki Eurowizji, który wygrała Sertab Erener z Turcji z utworem „Everyway That I Can”. Podczas koncertu w hali znajdowało się ok. 6500 osób.
W 2006 Skonto Hall została wyremontowana, by zostać jedną z hal goszczących Mistrzostwa Świata w Hokeju na Lodzie (razem z Arēna Rīga).